# Camaleones (banda)
Camaleones foi um grupo musical de música pop formado por vários atores da novela de mesmo nome, que no Brasil recebeu o nome de Camaleões, em novembro de 2009.

## História
O grupo surgiu na telenovela Camaleones em novembro de 2009, composta por oito integrantes, todos os atores da telenovela, quatro homens e quatro mulheres.

## Discografia
- Camaleones (2009)

## Filmografia
- Camaleões (2009 - 2010)

### Personagens emCamaleões
- Sherlyn como Solange "Sol" Ponce de León Campos;
- Taide como Cristina Hernández Campos;
- Carla Cardona como Mercedes Márquez;
- Mariluz Bermúdez como Lorena González;
- Ferdinando Valencia como Patricio Calderón;
- Alberich Bormann como Federico Díaz Ballesteros;
- Erik Díaz como Lucio Barragán.
- Juan Carlos Flores como Bruno Pintos Castro.